# ۸۰۴ (پیش از میلاد)
۸۰۴ (پیش از میلاد) ۸۰۴مین سال قبل از تقویم میلادی است.